# 18 г. пр.н.е.
18 (осемнадесетата) година преди новата ера (пр.н.е.) е обикновена година, започваща в петък, събота или неделя или високосна година, започваща в събота по юлианския календар.

## Събития

### В Римската империя
- Консули на Римската империя са Публий Корнелий Лентул Марцелин и Гней Корнелий Лентул.
  - Върховната власт на император Август над провинциите (maius imperium proconsulare) и трибунската власт (tribunicia potestas) са подновени за нови пет години.[1][2]
  - Агрипа получава трибунска власт (tribunicia potestas) за пет години и подновяване на властта над провинциите равна на проконсулската (imperium proconsulare aequum).[1][2]
- Император Август провъзгласява три закона:
  - Lex Iulia de Ambitu – регламентира наказването на подкупа при избори за политически постове.[3]
  - Lex Iulia de Maritandis Ordinibus – ограничава възможностите за брак между някои от социалните прослойки.[3]
  - Lex Iulia de adulteriis coercendis – регламентира случаите на прелюбодейство и определя приложимите за тях наказания и т.н.[notes 1][3]
- Опитът на Август да ревизира състава на Сената и да намали броя на сенаторите до 300 претърпява неуспех.[1]